# 五十嵐希 (モデル)
五十嵐 希（いがらし のぞみ、1987年6月26日 - ） は、日本のファッションモデル。身長177cm、体重53kg、スリーサイズ89-58-87。山形県鶴岡市出身。スチールやコマーシャル、雑誌、ランウェイなどを舞台に活動。2011年から始動したミスコンテストにおける活動で注目を集める。2014年より活動名をNon（のん）に変更。芸能事務所「As around (エース・アラウンド)」所属。

## 来歴
山形県鶴岡市生まれ。羽黒高等学校卒業、日本大学工学部建築学科中退。化粧品会社に就職したものの、2010年よりモデルに転身。

### ミスコンテスト
2011年に『ミスユニバース』の日本大会へ出場。米澤早那、菅田かをり、神山まりあ、安田香織、高田知美、山崎愛香、長谷川優里弥、木田直美と並び決勝進出。同年『ミス・インターナショナル』の日本大会へ出場し入賞。翌2012年には『ミス・ワールド』に出場、日本代表に選出され世界大会へ出場。『ミス・ワールド』日本代表後、山形県から『やまがた特命観光・つや姫大使』の委嘱を受けるなどしている。8月、中国・内モンゴルでの開催となった『2012年ミス・ワールド世界大会』に世界各国・地域からの計115名の代表者らとともに出場。

## モデル
2014年世界24カ国のモデルが集まる国際モデル大会「World Supermodel Pageant (ワールドスーパーモデルページェント)」に出場。11月6日京都の北山ウエディングストリートで行われた日本大会でグランプリを受賞し日本代表に選出。同年11月22日フィジーのザ・パール・サウス・パシフィック・リゾートで行われた世界大会にて6位入賞を果たす。

## 私事
モデル転身前は化粧品会社に勤務していた。